# Конкордіє-Порденонська діоцезія
Конко́рдіє-Пордено́нська діоцезія (лат. Dioecesis Concordiensis-Portus Naonis; італ. Diocesi di Concordia-Pordenone) — діоцезія римського обряду Католицької церкви в Італії, з центрами у містах Конкордія-Саджиттарія і Порденоне. Охоплює терени Венето. Входить до складу Венеціанської церковної провінції. Суфраганна діоцезія Венеціанського патріархату. Заснована 12 січня 1971 року. Голова — єпископ Конкордійський і Порденонський. Центральні храми — Конкордійський і Порденонський собори.  Площа — 2,675 км². Населення — 350,102 ос.; з них католики — 345,361 ос. (98.6%). Чинний голова — Джузеппе Пеллегріні, єпископ Конкордійський і Порденонський.

## Назва
- Конко́рдіє-Пордено́нська діоце́зія (лат. Dioecesis Concordiensis-Portus Naonis;  італ. Diocesi di Concordia-Pordenone)
- Конко́рдіє-Пордено́нське єпи́скопство — за титулом ієрарха і назвою катедри.
- Конкорді́йська діоце́зія (лат. Dioecesis Concordiensis;  італ. Diocesi di Cèneda) — стара назва до 1971 року.
- Конкорді́йське єпи́скопство — за титулом ієрарха і назвою катедри.

## Історія
У IV столітті була створена Конкордійська діоцезія
12 січня 1971 року Конкордійська діоцезія була перейменована на Конкордіє-Порденонську діоцезію.

## Єпископи
- Джузеппе Пеллегріні

## Статистика
Згідно з «Annuario Pontificio» і Catholic-Hierarchy.org:
| Рік  | Населення | Населення | Населення | Священики | Священики | Священики | Священики           | Диякони | Ченці    | Ченці | Парафії |
| Рік  | католики  | загалом   | %         | загалом   | секулярні | ченці     | вірних на священика | Диякони | чоловіки | жінки | Парафії |
| ---- | --------- | --------- | --------- | --------- | --------- | --------- | ------------------- | ------- | -------- | ----- | ------- |
| 1950 | 316.820   | 316.858   | 100,0     | 309       | 292       | 17        | 1.025               |         | 10       | 49    | 174     |
| 1970 | ?         | 301.188   | ?         | 408       | 348       | 60        | ?                   |         | 109      | 756   | 192     |
| 1980 | 320.000   | 321.035   | 99,7      | 375       | 316       | 59        | 853                 |         | 91       | 603   | 204     |
| 1990 | 332.791   | 334.129   | 99,6      | 351       | 294       | 57        | 948                 | 2       | 71       | 422   | 188     |
| 1999 | 337.204   | 339.322   | 99,4      | 344       | 283       | 61        | 980                 | 15      | 73       | 307   | 188     |
| 2000 | 337.604   | 339.880   | 99,3      | 338       | 273       | 65        | 998                 | 16      | 87       | 292   | 188     |
| 2001 | 338.528   | 341.093   | 99,2      | 344       | 275       | 69        | 984                 | 17      | 95       | 268   | 188     |
| 2002 | 339.422   | 342.340   | 99,1      | 335       | 268       | 67        | 1.013               | 16      | 104      | 282   | 188     |
| 2003 | 339.118   | 342.711   | 99,0      | 343       | 276       | 67        | 988                 | 16      | 92       | 261   | 188     |
| 2004 | 341.687   | 346.177   | 98,7      | 333       | 270       | 63        | 1.026               | 16      | 74       | 254   | 188     |
| 2006 | 345.361   | 350.102   | 98,6      | 321       | 265       | 56        | 1.075               | 17      | 73       | 245   | 188     |
| 2013 | 359.517   | 368.483   | 97,6      | 295       | 252       | 43        | 1.218               | 19      | 54       | 214   | 188     |
| 2014 | 367.846   | 375.699   | 97,9      | 285       | 242       | 43        | 1.291               | 17      | 54       | 211   | 188     |
| 2016 | 364.138   | 374.670   | 97,2      | 291       | 243       | 48        | 1.251               | 18      | 63       | 201   | 188     |